# Chico bonito
"Chico Bonito" es una historia de Orson Scott Card ambientada en el universo de la Saga de Ender. Cuenta la historia de como "Bonzo" Madrid entra la Escuela de Batalla. Aparece por primera vez en la Web de Orson Scott Card InterGalactic Medicine Show.

## Argumento
"Chico Bonito" es la historia de Bonito "Bonzo" Madrid cuando era un niño.  Bonito nació en Toledo, España y le pusieron un nombre que significa chico bonito. Su padre, Amaro, era abogado y un patriota español que adoraba a su hijo.  Cuando Bonito era pequeño, la Flota internacional vino a probarle cuando tenía menos de dos años.  Después de eso, Amaro llevó a Bonito a todas partes y le dio todo lo que quería.  A medida que crecía Bonito comenzó a observar a su familia y descubrió que era necesario que él fuese feliz por lo que decidió no ir a la Escuela de Batalla. Sin embargo, mientras estudiaba a sus padres para encontrar la manera de hacerlos más felices, descubrió que su padre tenía un segundo apartamento en la ciudad y se lo contó a su madre.  Cuando él y su madre fueron a ver a su abuela, Bonito enteró de que su padre tenía una aventura con otra mujer y había roto el corazón de su madre. Bonito no quería ser como su padre, cambió de idea y se fue a la Escuela de Batalla.

## Personajes
- Tomas Benedito Bonito de Madrid y Valencia
- Amaro de Madrid - padre de Bonito
- Testador de la Flota Internacional - sin nombre
- Madre de Bonito - sin nombre
- Visitante quien le gusta el pastel de la - sin nombre
- Secretaria de  - sin nombre
- Abuela

## Publicación
"Chico Bonito" fue publicado en marzo de 2006 en Intergalactic Medicine Show.  También aparece en la Antología Orson Scott Card's InterGalactic Medicine Show.